# Biblioteca Palatina (Parma)
De  Biblioteca Palatina van Parma is een bibliotheek die gevestigd is in het Palazzo della Pilotta in het historische centrum van Parma. Zoals elke palatijnse bibliotheek betekende de naam de bibliotheek van het paleis. Men bereikt de bibliotheek via de imposante Keizerlijke trappen die eveneens toegang geven tot de Galleria nazionale di Parma het Teatro Farnese en het Nationaal Archeologisch Museum. Origineel noemde bibliotheek de Reale Biblioteca Parmense, in de napoleontische tijd werd ze de Bibliothèque Imperiale e Bibliothèque de la Ville de Parme genoemd, daarna, tijdens het bewind van Marie Louise van Oostenrijk werd het de Biblioteca Ducale en na de eenmaking van Italië werd het een Biblioteca Nazionale en voert ze de naam van Palatina.

## Geschiedenis

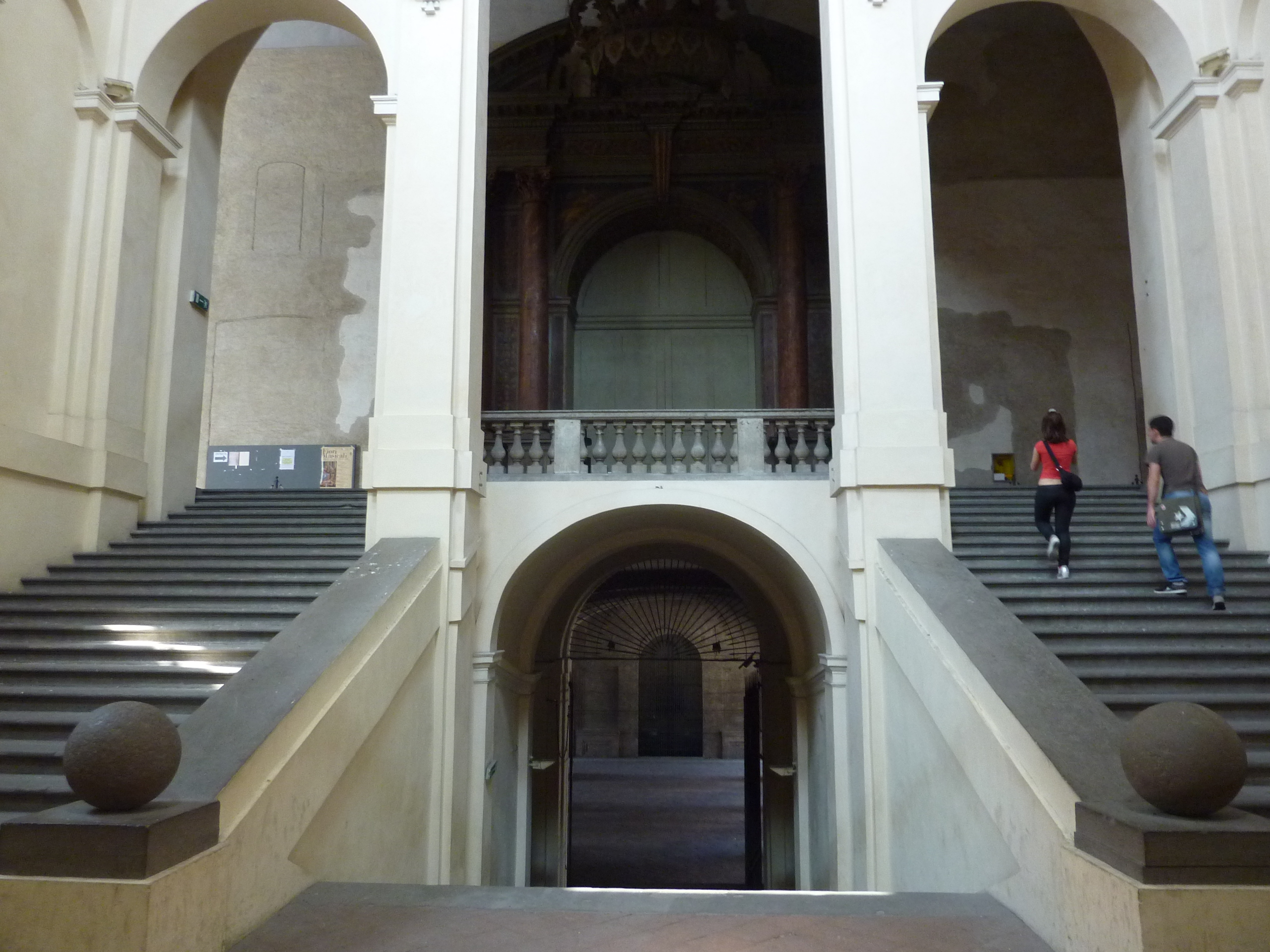
De Keizerlijke trappen die toegang geven tot de bibliotheek.

### Reale Biblioteca Parmense
Ze werd opgericht op 1 augustus 1761 door Filips van Bourbon, hertog van Parma met de benoeming van Paolo Maria Paciaudi uit Turijn als Antiquario en Bibliotecario, de man die verantwoordelijk was voor de oude boeken en voor de bibliotheek. Het was de bedoeling van de hertog een bibliotheek op te richten die toegankelijk was voor het publiek en kaderde in een ambitieus cultureel project van zijn eerste minister Guillaume du Tillot. Paciaudi moest van nul starten want de bibliotheek van de Farneses was in 1736 door de broer van hertog Filips, Karel van Bourbon, naar Napels overgebracht.
Paciaudi die in 1762 in Parma aankwam na een reis door Frankrijk miste net de verkoop van de verzameling van kardinaal Domenico Passionei in Rome en van de Milanese familie Pertusati maar hij kocht duizenden boeken uit de catalogi van uitgeverijen en antiquariaten en van zijn erudiete vrienden en kennissen in Italië en over gans Europa. Hij organiseerde de bibliotheek in zes categorieën: Theologie, Nomologie, Filosofie, Geschiedenis, Filologie en Vrije kunsten en wetenschappen. Vanaf 1768 kreeg de bibliotheek het recht op een exemplaar van elke nieuwe publicatie toegekend.
De bibliotheek werd ondergebracht in een galerij van het Palazzo della Pilotta die nu de galerij Petitot genoemd wordt naar de Franse architect Ennemond Alexandre Petitot die ze inrichtte voor de bibliotheek. Ze werd officieel geopend in mei 1769 in de aanwezigheid van Jozef II, de keizer van Oostenrijk.
Du Tillot viel in ongenade in 1771 en omwille van de vijandige houding van de hofkringen vroeg Paciaudi in 1774 om ontheven te worden van zijn opdracht. Hij werd opgevolgd door de benedictijn Andrea Mazza, maar in 1778 vroeg de hertog hem zijn functie terug op te nemen. Hij bleef aan het hoofd van de bibliotheek tot aan zijn dood in 1785. Hij werd opgevolgd door Ireneo Affò onder wiens beleid de Galleria dell'Incoronata aan de bibliotheek werd toegevoegd. Affò werd na zijn dood opgevolgd door de jezuïet Matteo Luigi Canonici die meer bezig was met zijn collectie van manuscripten en rariteiten dan met de bibliotheek. Hij verdween in 1805 zonder enig spoor van activiteit na te laten.

### Bibliothèque Imperiale
Tijdens de Napoleonistische oorlogen werd Parma bezet en bestuurd door de Fransen. 
In januari 1804 stellen de Fransen Angelo Pezzana aan als secretaris. Hij wordt daarna benoemd tot directeur en blijft de bibliotheek leiden tot in 1862.

### Biblioteca Ducale

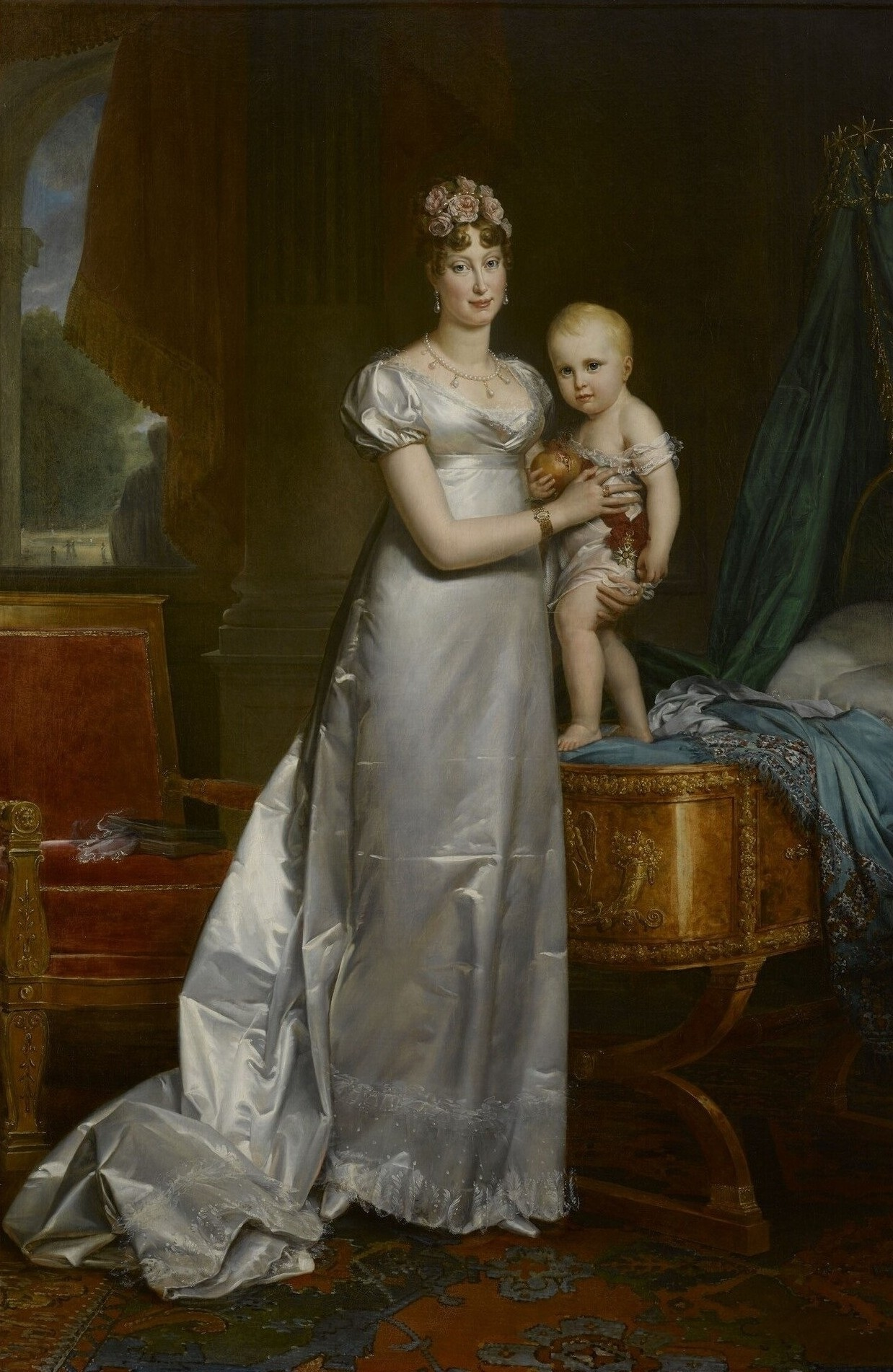
Portret van Marie Louise van Oostenrijk met haar zoontje de Koning van Rome.

In 1814 wordt Parma overgedragen aan Marie Louise van Oostenrijk door  het Verdrag van Fontainebleau (11 april 1814) waarin werd vastgelegd dat Marie Louise haar keizerlijke titel mocht behouden. Ook maakte het verdrag haar de heerser van de hertogdommen Parma, Piacenza en Guastalla, met haar zoon als erfgenaam. Tijdens het Congres van Wenen in 1815 werden deze regelingen echter herzien, waarna Marie Louise hertogin van Parma werd. Haar regeerperiode zou eindigen wanneer zij stierf en opvolging door een familielid werd verboden.
Marie Louise was een vrouw met een zeer gedegen opleiding, ze sprak naast haar moedertaal Duits ook vloeiend Engels, Frans, Spaans, Italiaans en Latijn en was geïnteresseerd in kunst en cultuur. Onder haar bewind zal de bibliotheek een bloeiperiode doormaken. Ze werd in 1818 herdoopt tot Biblioteca Ducale en moest onderhouden worden met de fondsen van het hertogdom. Pezzana die in functie bleef, slaagde erin de fondsen van de bibliotheek sterk uit te breiden met de beste antieke en moderne werken en hij kon de collectie van manuscripten gevoelig uitbreiden. Hij verwierf onder meer de Bibliotheek van de oriëntalist Giovanni Bernardo De Rossi , de manuscripten van de collectie Albergati - Capacelli , het archief van monseigneur Casapini , de verzamelingen van tekeningen en gravures van Ortalli Massimiliano en Raffaele Balestra , de bibliotheken van Bartolomeo Gamba , Michele Colombo en Giovanni Bonaventura Porta , het typografisch materiaal en gravures van Giambattista Bodoni , en de collectie met Hebreeuwse werken van Stern - Bisliches.

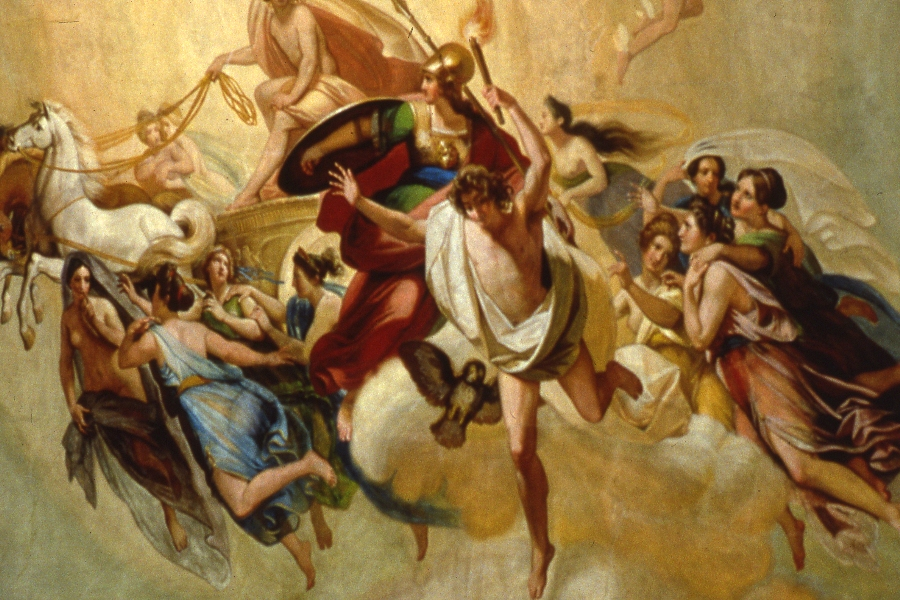
Scaramuzza - Prometheus

Om de collectie De Rossi onder te brengen werd een lokaal ingericht dat in 1820 was bijgebouwd en tussen 1830 en 1834 werd een ruime leeszaal bijgebouwd nu gekend als het Salone Maria Luigia. De soevereine die van kunst hield, liet de Sala del Bibliotecario versieren met fresco's onder meer over het leven van Dante door Francesco Scaramuzza tussen 1841 en 1857. Deze galerij wordt nu de Sala Dante genoemd.

### Biblioteca Nazionale
Na de oprichting van het Koninkrijk Italië in 1861 werd Pezzana opgevolgd door Federico Odorici die vanaf 1862 de leiding overnam in opdracht van het nieuwe unitaire regime. Het regime van de bibliotheek werd gewijzigd, ze werd een klein perifeer bibliografisch instituut. In 1865 verwierf Odorici het zogenaamde Palatijns fonds, de privébibliotheek van de hertogen van Bourbon-Parma, een uitgelezen verzameling van kostbare manuscripten en zeldzame gedrukte werken.
In 1934 werd de toenmalige directeur Peter Zorzanello ertoe gedwongen om meer dan honderd manuscripten uit het Palatijns fonds een de staatsbibliotheek van Lucca over te maken. Dit werd het jaar daarop gedeeltelijk goedgemaakt door de schenking van de bibliotheek van Mansuetto Tarchiono.
in 1944 werd bij een Engels bombardement een deel van  het Palazzo della Pilotta vernield en daarbij gingen ca. 21.000 volumes verloren. In 1950 werd dit verlies gedeeltelijk goedgemaakt door de opname van de bibliotheek van Mario Ferrarini.
Tijdens de directie van Lonardo Farinelli werden de stappen genomen om de bibliotheek terug te integreren in de culturele context van de stad. Na een lange sluiting tussen 1983 en 1991 om de gebouwen aan te passen aan de moderne noden, werd de bibliotheek terug opengesteld voor het publiek.

## De bibliotheek vandaag
De bibliotheek bevat vandaag meer dan 800.000 volumes,  waarvan 6.600 manuscripten, 3000 incunabels,  15.000 gedrukte werken uit de 16e eeuw, 75.000 brieven, 50.000 gravures die de graveerkunst van de 15e en de 16e eeuw illustreren.
Een programma voor digitalisering van delen van de collectie is lopend.
In 2012 was er een brand in de bibliotheek ten gevolge van een kortsluiting en werd ze tijdelijk gesloten. Tot de nodige fondsen gevonden worden om de nodige beveiliginswerken uit te voeren zijn slechts twee kleine ruimtes geopend voor het uitlenen en consulteren van werken. De monumentale delen van het gebouw zijn wel geopend voor bezoekers.